# Sekulær stat
En sekulær stat er en stat eller et land, som officielt er neutralt, hvad angår religion. Bestemte religiøse trosretninger eller udøvelser støttes ej heller. En sekulær stat behandler også alle mennesker ens uanset religiøs overbevisning og favoriserer på ingen måder folk, der vedkender sig én religion, frem for andre. Oftest har staten eller landet ikke tilknyttet en statsreligion, men hvis der er tilknyttet en sådan, har den kun en symbolsk betydning, der ikke har indflydelse på hverdagslivet for befolkningen.
En sekulær stat forfægter typisk religionsfrihed og hindrer religiøs indblanden i statslige affærer og regeringsanliggender. En sekulær stats lov forventes at beskytte individer mod diskrimination baseret på religiøs overbevisning.

## Liste over sekulære stater
Det følgende er ikke en komplet liste, men indeholder en række officielle sekulære stater (2006): er ikke i overensstemmelse med kortet herover
| Afrika - Angola - Benin - Botswana - Burkina Faso - Burundi - Cameroun - Demokratiske Republik Congo - Republikken Congo - Etiopien - Gabon - Gambia - Guinea - Guinea-Bissau - Kap Verde - Liberia - Mali - Namibia - Sydafrika - Tchad Sydamerika, Nordamerika og Mellemamerika - Bolivia - Brasilien - Canada - Chile - Colombia - Cuba - Ecuador - Honduras - Mexico - Paraguay - Peru - Uruguay - USA - Venezuela | Asien - Indien - Indonesien - Japan - Kasakhstan - Folkerepublikken Kina - Kirgisistan - Mongoliet - Nepal - Nordkorea - Filippinerne - Østtimor - Singapore - Sydkorea - Syrien - Taiwan - Tajikistan - Thailand - Turkmenistan - Usbekistan - Vietnam Europa - Albanien - Armenien - Azerbaijan - Belgien - Bosnien og Hercegovina - Bulgarien - Cypern - Den Tyrkiske Republik Nordcypern - Estland - Finland - Frankrig - Georgien - Grækenland | Europa – forsat - Holland - Hviderusland - Irland - Italien - Kroatien - Letland - Litauen - Luxembourg - Makedonien - Moldova - Montenegro - Norge - Polen - Portugal - Rumænien - Rusland - Serbien - Slovakiet - Slovenien - Spanien - Sverige - Schweitz - Tjekkiet - Tyrkiet - Tyskland - Ukraine - Ungarn - Østrig Oceanien - Australien - Mikronesien - New Zealand |

Danmark er ikke en del af listen, hvilket skyldes, at grundloven bestemmer, dels at staten som sådan skal støtte folkekirken, dels at kongen skal tilhøre folkekirken. Dog har Danmark nogle love, der beskytter mod diskrimination og forskelsbehandling baseret på religiøsitet. 
Argentina er heller ikke en del af listen da det fremgår af landets konstitution, at regeringen skal støtte katolicismen.
Det fremgår dog ingen steder, at Danmark og Argentina har en officiel statsreligion, eller at ministrene skal vedkende sig nogen bestemt trosretning.
USA fremgår af listen da det officielt er sekulariseret, men for eksempel har religionen (kristendom) større indflydelse her end mange andre lande i form af politikernes overbevisning og gud bliver nævnt mange gange af ledende politikere.
Altså er der en række eksempler, der viser at en liste over sekulariserede stater kan diskuteres.

## Liste over stater, der ikke er sekulære
- Danmark. Den offentlige religion blev afskaffet, da den Glücksburgske slægt kom på tronen i 1863. Samtidigt gav kongen afkald på at være folkekirkens officielle overhoved. Regenten skal tilhøre den evangelisk-lutherske kirke, som staten skal støtte.
- Island. Den offentlige religion blev afskaffet, da forfatningsloven af 1874 trådte i kraft. Ligesom i Danmark skal det offentlige støtte folkekirken. Den 27. september 2010 valgte islændingene et forfatningsråd, der skal udarbejde en ny grundlov for landet.
- Finland. Både den lutherske og den Den ortodokse kirke er anerkendt som statskirker.
- Grækenland. Den græsk-ortodokse kirke.
- Georgien. Konkordat i 2002 med den Georgiske ortodokse og apostoliske kirke.
- Makedonien. Ortodoks.
- England. Dronningen er overhoved for Den anglikanske kirke.
- Skotland. Dronningen er medlem af generalforsamlingen for den Skotske kirke.
- Tuvalu. Reformeret og kongregationalistisk kirke.
- Argentina. I følge grundloven skal staten støtte den romerskkatolske kirke.
- Costa Rica. Romerskkatolsk.
- Liechtenstein. Romerskkatolsk.
- Malta. Romerskkatolsk.
- Monaco. Romerskkatolsk.
- Bhutan. Mahayanabuddhismen er statsrelion.
- Cambodja. Theravadabuddhismen er statsreligon.
- Kalmykien. Religionen tilhører en gren af Tibetansk buddhisme.
- Sri Lanka. Theravadabuddhismen.
- Thailand. Theravadabuddhismen.
- Schweiz. Forbundsstaten har været sekulær siden 1848. Det samme gælder for Kanton Genève (fra 1907) og Kanton Neuchâtel (i 1941-2002). De andre kantonner (delstater) er ikke sekulære.

## Liste over tidligere sekulære stater
- Iran (1924-1979)
- Madagaskar (?-2007)
- Pakistan (1947-1956)
- Irak
- Bangladesh